# Chalhuas
Chalhuas es un centro poblado y anexo, perteneciente al Distrito de Huáchac, provincia de Chupaca, adscrita al Departamento de Junín. Es una localidad rural.
Está reconocido como comunidad campesina de Perú.
En 2017 tenía una población de 74 habitantes (40 hombres y 34 mujeres).
De sus 32 viviendas particulares, estaban ocupadas 30.

## Toponimia
Chalhua (Challwa en quechua) tiene el significado genérico de «pez», siendo Chalhuas el nombre del río que, probablemente, da nombre a la localidad.

## Geografía
Chalhuas se encuentra en la región natural Quechua.
Por la localidad pasa el río Chalhuas, afluente del río Cunas.
Su distancia por carretera a la capital del departamento (Huancayo) es de 57 km y a la capital de la nación (Lima) es de 247 km. Para llegar por carretera a Huancayo se deben ascender 675 m y descender: 1269 m.
Se encuentra a una altitud de 4001 m s. n. m.
Sus coordenadas son: -11.96255073, -75.55215036.

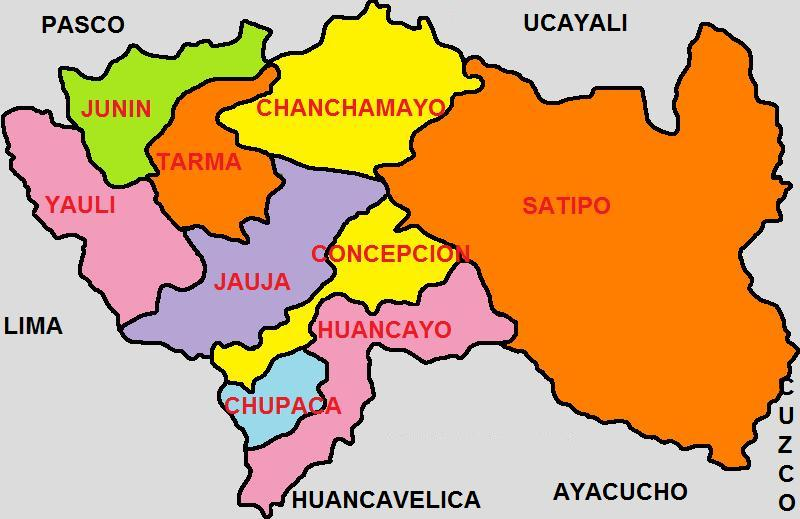
División política del Departamento de Junín.

## Servicios
- Institución educativa inicial n.º 30531 (colegio público).
- Puesto de salud.[9]
- Por la localidad discurre la carretera departamental JU-747.
- Servicio de reparto de correspondencia: código postal 12513.

## Folclore
- Huaylarsh: música y danza típica andina que se practica también en Chalhuas.[9]